# Zwitsers basketbalteam (mannen)
Het Zwitsers nationaal basketbalteam is een team van basketballers dat Zwitserland vertegenwoordigt in internationale wedstrijden. Swiss Basketball Federation is verantwoordelijk voor dit nationale team. Zwitserland is een van de acht oprichters van de FIBA.
De meest succesvolle periode van de Zwitsers was in de jaren 30, 40 en 50. Toentertijd nam het Zwitsers nationaal basketbalteam deel aan zeven grote, internationale toernooien. Sindsdien heeft het land zich niet kunnen kwalificeren voor een editie van Eurobasket, Olympische Zomerspelen of Wereldkampioenschap basketbal. Het Zwitsers nationaal basketbalteam behaalde haar beste prestatie tijdens Eurobasket 1935 en 1946, toen beide toernooien in Genève, Zwitserland werden gehouden. Zwitserland werd toen respectievelijk vierde en vijfde.

## Zwitserland tijdens internationale toernooien

### Eurobasket
- Eurobasket 1935: 4e
- Eurobasket 1946: 5e
- Eurobasket 1951: 13e
- Eurobasket 1953: 11e
- Eurobasket 1955: 14e

### Olympische Spelen
- Olympische Spelen 1936: 9e
- Olympische Spelen 1948: 21e